# Печуј
Печуј (слушајⓘ мађ. Pécs — Печ, тур. Peçuy; раније Печух) је град у југозападној Мађарској и средиште жупаније Барања. Један је од највећих градова у Мађарској.
Печуј је био Европска престоница културе 2010. године, заједно са Есеном и Истанбулом, са мотом „град без граница“.

## Име града
Најстарије име је староримско Sopianæ, вероватно келтског порекла. Средњовековни град се први пут 871. године помиње под латинским именом Quinque Basilicae („Пет базилика“), што упућује на то да су први градитељи месних цркава користили материјал са пет староримских базилика. Зато Срби у 18. веку називају Печуј и древним именом Петоцрква.
Име Печуј, односно мађарски Pécs први пут се јавља у документима 1235. године у облику Pechyut (Pechy + ut). Реч потиче од праславенских речи петъ и чухъ што значи „пет димњака“.

## Историја
Простор данашњег Печуја је био насељен још у доба праисторије, а најстарији археолошки налази процењују се на старост од 6000 година. Римљани су дошавши на ове просторе и затекли месно келтско становништво. У 2. веку почела је производња вина. У Панонији, његовом равном делу Римљани су затекли насеље Postovio (Печуј). Остаци из староримског раздобља су и данас видљиви.
Пропашћу римске власти на овим просторима насељавају се Словени и Авари. У 8. веку овај простор био је у саставу државе Карла Великог. После тога овај простор је био у саставу Велике Моравске, да би на прелазу из 9. у 10. век овај простор запосели новопристигли Мађари. У то време је основана Барањска тврђава, а град Печуј је постао епископско седиште. Град је током следећих векова био средиште власти, али и културе, а доказ томе је оснивање Печујски универзитет 1367. године, најстаријег у Мађарској.
Још 1387. године српска војска кнеза Лазара, удружена са босанском краља Твртка првог и присталице угарског краља Владислава доспели су у Барању и опљачкали Печуј. Ново страдање тог богатог места бележи се 1521. године, када је Мустафа паша турски војсковођа из Београда, кренуо у поход преко Саве и Драве и опустошио опет Печуј. Век касније војска бана Зрињског пустоши сва места тада "турска" и заузима Печуј.
После Мохачке битке 1526. године, у којој су Турци Османлије поразили мађарску војску. Ускоро је и Печуј и већи део средњовековне Угарске заузела турска војска. С пролећа 1543. године турски султан је лично предводио трупе које су без много муке редом заузимале угарске градове Валпово, Шиклуш, Печуј. У наредном времену Печуј постаје управно средиште турске власти у Панонској низији. Такође, град по изгледу постаје право источњачко место - цркве су претворене у џамије, изграђена су турска купатила, минарети, медресе, велики базар. 1664. године великаш Никола Зрињски је опљачкао и уништио град, чиме је докрајчено све што се очувало од средњовековног Печуја.
Следеће разарање град је доживео 1686. године од стране хабзбуршке војске приликом њиховог заузимања града и тврђаве. Две године касније започело је насељавање Немаца у слободном граду, тако да је почетком 18. века Печуј био вишенародни - у њему су бројчано били најјачи Словени, а у мањини Немци и Мађари. Због тога град није подржао устанак Ракоција 1704. године, али је те године два пута опљачкан. Дана 1. фебруара 1704. године писао је мађарски историчар Салаји: мађарски устаници су у граду Печују више од 2000 Срба, све жена, деце и стараца "поклали". Као одговор на те злочине, кренуло је наводно 10.000 Срба из Шиклуша на Печуј. Куруци су се на време склонили, а Срби су извршили у граду освету. Страдали су прво католичке цркве и манастири, њих неколико и они католички свештеници који су имали задатак да Србе - покатоличе. Срби су били препуштени сами себи, свом клиру да их води, у средини где им је нуђена промена вере или нестанак. На покатоличењу, преко претходног унијаћења се истакао око 1700. године бискуп Радвањи из Печуја. Тако се објашњава њихов несхватљиво мали број, који је дочекао српску војску 1918. године.
Током 18. века град се почео брзо развијати и тада град добија старо језгро у бароку. 1777. године град добија статус Слободног краљевског града. У попису који је рађен после тога град је имао око 9000 становника. Годишње се 1828. године у Печују одржавали вашари неколико пута: 2. фебруар, о Духовима, 27. августа и 25. новембра. На два дана пре је марвени вашар. Током 19. века започета је нагла индустријализација града, прекинута Револуцијом 1848/49, али Печуј није значајније страдао током устанка. Велики значај за град има 1867. година када до њега долази прва железница, која га повезује са Мохачом, а 1913. године и градски трамвај. Помињу се 1899. године у Печују католичка велика катедрала, затим црква унутрашње вароши, нова Домобранска кадетска школа, Толнајева фабрика мајолике и манастир цистелита.
У Печују су Срби православци основали православну црквену општину тек почетком 20. века. Заузимањем некадашњег учитеља из Вемена, Александра Максимовића сазвана је 1906. године скупштина у Печују. Он је и изабран за председника црквене општине, са Тошом Скрбићем перовођом.

### Печујска српска република
После Првог светског рата област Барање била је под српском влашћу, али је 1921. године Тријанонским споразумом враћен новооснованој републици Мађарској. Дана 14. новембра 1918. године ушла је српска војска формације пука у Барању, и заузела град Печуј. Командант је био потпуковник Милош Цветић, који је по преузимању власти говорио тамошњем народу у пријатељском тону. Дозволио је мађарским војницима да носе сабље, а ови су исте вечери приредили заједничку гозбу са српске колеге. Цветић је већ други дан, посетио католичког владику грофа Зичија. Градом је управљао 6-и пешадијски пук звани "Престолонаследника краљевића Александра", који се сместио у тамошњу касарну, која се те 1919. године звала "Касарна прест. Александра". Прославили су српски војници своју пуковску славу, сечењем колача у тој, некадашњој касарни хусарског мађарског пука. Град је функционисао без проблема и сукоба, и очекивао се правичан расплет. Али освојене територије Барање, са великим бројем српског православног и католичког становништва, биле су изгубљене за "столом". Није се остварио вековни сан тамошњих Срба, са јаким националним осећањем. Када је српска војска по решењу Мировне конференције требало да се евакуише 1921. године, створена је у Печују Барањска република. Њено постојање је било "симболично", и трајало је само пет дана, од недеље до петка. Био је то последњи трзај отпора изневереног и разочараног народа. На великом народном збору, у време када се повлачила српска (југословенска) војска, основана је та "држава" на папиру, за чијег је председника извикан познати сликар Петар Добровић. Добровић је био родом Печујац, али се већ дуго бавио у Београду сликајући. Добровић је дошао из Београда, као позван у родно место, и наводно је случајно ушао у ту политичку авантуру. Његови сарадници у "Министарском савету", названом "Републикански егзекутивни комитет", били су такође изабрани од стране масе народа, на главном печујском тргу. Републиканци су били, сви одреда печујски угледни грађани: бивши градоначелник Бела Линдер, др Фекете, др Шварц и др Шандор. Функционери те фиктивне републике су одмах затражили помоћ Краљевине СХС, а Мађари се обратили Конференцији амбасадора. Амбасадори су сложно и хитно захтевали да мађарска војска уђе у Печуј, и заведе "ред". Добровић и сарадници су још пре пропасти "творевине" прешли у Југославију. Мађари су ургентно започели истрагу, због тог антидржавног акта, велеиздаје и других квалификација. Покренут је судски кривични поступак против 60 "завереника", али претрес је одржан након неколико година, тек новембра 1925. године. Неколицина оптуженика је само било присутна, као и сведоци на суђењу. Суд је све присутне оптуженике ослободио, а све одсутне - прогласио кривим.
Међутим, иако се нашао у мађарској држави која се свим силама борила да га задржи, од тога је било слабе вајде. Град који се сада нашао недалеко од нове границе, почео је од тада видно стагнирати. Делимичан помак у граду направљен је померањем дотад промађарског Пожоњског универзитета из Пожоња (Пожуна), тада преименованог у Братиславу, у Печуј. Други светски рат граду није донео већа разарања, иако су вођене борбе у његовој близини 1945. године. После тога током комунистичке ере град се брзо развијао, ширећи се до околних насеља и укључујући их у градско подручје. После 1990. године и слома комунизма град је прошао кроз веома тежак економски период.

## Становништво
По процени из 2017. у граду је живело 144.675 становника.
| 1949.  | 1960.   | 1970.   | 1980.   | 1990.   | 2001.   | 2011.   | 2017.   |
| ------ | ------- | ------- | ------- | ------- | ------- | ------- | ------- |
| 88.302 | 114.655 | 149.253 | 168.715 | 170.039 | 161.377 | 156.049 | 144.675 |

## Градске знаменитости
Градско језгро Печуја је права „ризница“ старина и само је једна велика знаменитост. Највредније грађевине у граду су:
- Катедрала, грађена од 11. до 19. века
- Бискупска палата
- Народно позориште, отворено 1895.
- Магасаз, највиша зграда у Мађарској
- праисторијске некрополе
- Печујски универзитет са Факултетом уметности и ботаничком баштом

## Градска привреда
Печуј је смештен у пољопривредном крају, па је у граду веома важна прехрамбена индустрија. Најпознатији прехрамбени производ из Печуја је месно пиво јаке горчине. У брдима изнад града до пре неколико година вадио се угаљ. Међутим, светску славу град има захваљујући изради Жолнаи керамике.
Саобраћај у граду наслања се на прометни правац Будимпешта - Печуј - Осијек - Сарајево. Изграђен је ауто-пут до Будимпеште. 2006. године град је добио и цивилни аеродром.

## Партнерски градови
- Арад
- Клуж-Напока
- Фелбах
- Грац
- Кутахја
- Лахти
- Дижон
- Гренобл
- Лион
- Нови Сад
- Оломоуц
- Осијек
- Сијетл
- Сливен
- Терачина
- Тусон
- Тузла
- Краков
- Пула
- Beyoğlu

## Галерија
- Панорама града
- Централни трг
- Џамија која је претворена у римокатоличку цркву
- Железничка станица
- Зграда универзитета
- Управна зграда
- Печујска катедрала
- Палата у стилу сецесије на централном тргу
- Споменик Ференцу Листу
- Архитектура у граду
- Архитектура у граду
- Архитектура у граду
- Палата Поште
- Позориште
- Маузолеј Золнај
- Маузолеј Золнај
- Маузолеј Золнај
- Музеј Золнај